# 파투스호

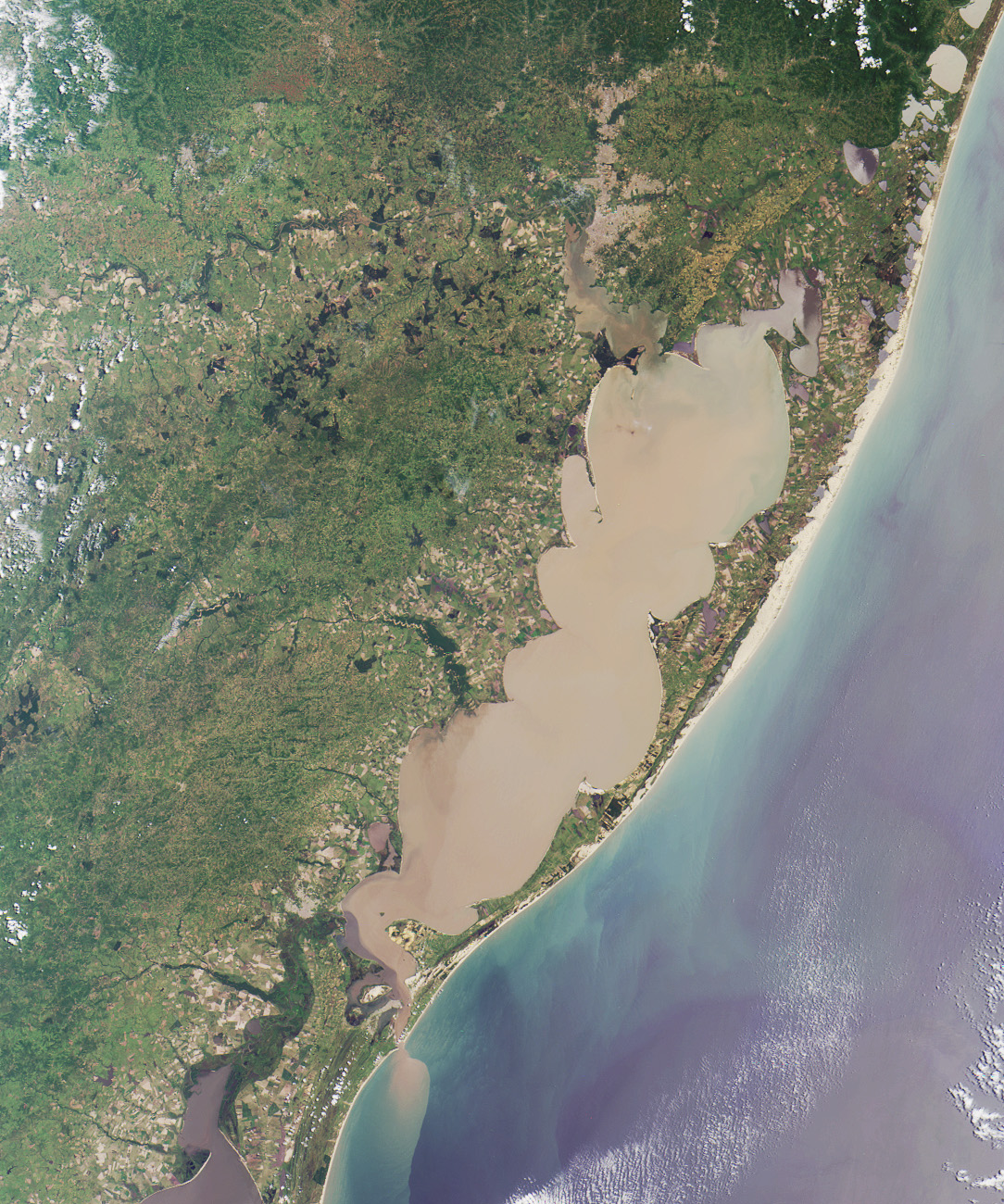
파투스호 위성사진

파투스호(브라질 포르투갈어: Lagoa dos Patos, 스페인어: Laguna de los Patos)는 브라질 남부 히우그란지두술주에 있는 호수이다. 길이 290km, 최대 너비 64km, 면적 10,144km2. 브라질 최대의 호수이다.
대서양에 면하며, 대서양과 연안의 사주가 격리되어 형성된 거대한 석호(潟湖)이다. 많은 강이 흘러들어오며, 남쪽 끝의 히우그란지에서 대서양과 연결된다. 또한 부근을 통하여 남쪽에 있는 미링호와 연결된다. 호수 주변은 브라질에서 가장 개발이 잘 된 곳에 속하며, 주로 유럽 출신의 이민 후손이 거주한다. 호수의 북쪽 끝에는 주도이며 대도시인 포르투알레그리가 있으며, 서남쪽의 펠로타스와 히우그란지는 중요한 항구이다.